# Városállam (politika)

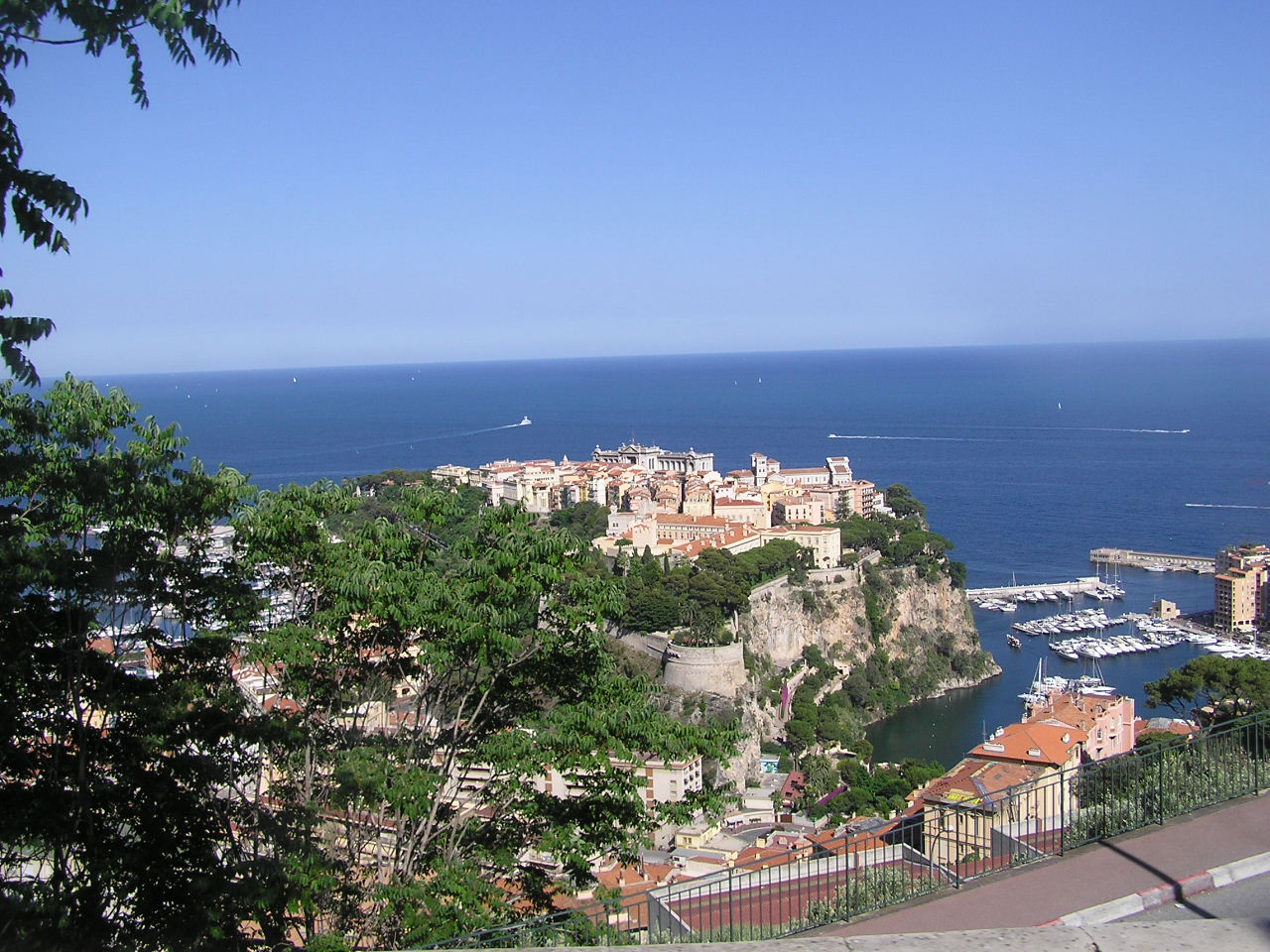
Monaco

A városállam olyan állam, melynek területe egy városra, illetve annak közvetlen környezetére korlátozódik. A fogalmat először a 19. századi Angliában kezdték el használni, elsősorban az ókori és középkori városállamokra, mint amilyenek a görög poliszok vagy a középkori olasz városállamok.
Városállamokat mesterségesen is létrehoztak, például ilyen volt Danzig vagy Nyugat-Berlin. A 21. század legismertebb városállamai Monaco, Szingapúr és a Vatikán.

## Modern városállamok
- Szingapúr
- Monaco
- Vatikán

### Függő területek
- Egyesült Királyság:  Gibraltár
- Kína:  Hongkong,  Makaó
- Spanyolország:  Ceuta,  Melilla